# KHG – Korrupte haben Geld
KHG, oder lang „Korrupte Haben Geld“ ist ein Brettspiel für 3 bis 4 Personen von Klaus Hofegger und Christian Felsenreich aus dem Jahr 2015. Es ist ab 14 Jahren geeignet und wurde von Piatnik produziert. Mit dem Spiel werden die Strategien und Koalitionen von Korruption in Österreich sichtbarer gemacht.

## Thema und Ausstattung
In dem Spiel versuchen 3 bis 4 Spieler, den jeweils anderen mit korrupten Tricks zu hintergehen und damit das meiste Geld zu scheffeln. Korruption in Österreich ist das Thema dieses Brettspiels. In den Spielregeln heißt es: „Dabei gilt natürlich stets die Unschuldsvermutung. Alles ist erlaubt, was nicht explizit verboten ist.“
Das Spielmaterial besteht aus:
- 1 Spielbrett
- 4 Spielfiguren
- 12-seitiger Würfel
- 24 Korruptionsfallkarten aus den 3 Bereichen Banken, Industrie und Politik
- 30 Aktionskarten „Macht und Intrige“
- 8 Ja-/Nein-Chips
- 15 x 4 Freundschaftsdienste
- 3 Gelddepot-Plättchen
- 3 Korruptions-Profi-Plättchen
- 4 x 21 Geldscheine
- 1 Spielanleitung
- 1 Heft mit Daten und Fakten zu den „Vorbildern“

## Spielregeln

### Aufbau
Zuerst wird das Geld nach Wert sortiert und griffbereit neben den Spielplan gelegt. Alles Geld ist die Staatskasse. Dann werden die „Macht & Intrige“-Aktionskarten gemischt und damit ein verdeckter Stapel gebildet. Die 24 Korruptions-Fallkarten werden nach Zahlen sortiert. Sie werden gemeinsam mit den Freundschaftsdiensten als Vorrat neben den Spielplan gelegt. Jeder Mitspieler wählt eine Spielerfarbe und stellt seine Spielfigur auf das Startfeld. Jeder Spieler erhält als Startkapital 1 x 200.000, 2 x 100.000, 2 x 50.000 und eine „Macht & Intrige“-Aktionskarte. Dann nimmt ein Spieler 8 Freundschaftsdienste (zwei pro Sorte). Der Geber verteilt sie so, dass jeder Spieler zwei verschiedene bekommt. Im Spiel zu dritt bekommt jeder Spieler drei Freundschaftsdienste. Der Spieler, der in der Realität die Straftat mit dem höchsten Strafausmaß begangen hat, beginnt. Bei Uneinigkeit beginnt, wer am höchsten würfelt.

### Spielablauf
Man spielt im Uhrzeigersinn. Wer am Zug ist, würfelt und bewegt seine Spielfigur um entsprechend viele Felder weiter. Das Feld, auf dem die Spielfigur landet, bestimmt, was zu tun ist. Es gibt Freundschaftsdienst- und Korruptionsfall-Felder, sowie die vier Eckfelder: Start, Whistleblower, Freunderlwirtschaft und Untersuchungsausschuss. Während eines Zuges darf außerdem eine „Macht & Intrige“-Aktionskarte gekauft werden und auch beliebig viele Aktionskarten ausgespielt werden. Wer genug Geld hat, darf zusätzlich auch ein Gelddepot anlegen. Wenn ein Spieler schon mehrere Fälle für sich entscheiden konnte, darf er ein Korruptions-Profi-Plättchen nehmen. Dann ist der nächste Spieler an der Reihe. Wenn die Staatskasse leer ist, ist das Spiel zu Ende. Es gewinnt jener Spieler, der am Ende am meisten Geld auf die Seite geschafft hat.

## Entstehung
Die beiden Brüder Klaus Hofegger und Christian Felsenreich hatten Anfang 2015 die Idee und konnten im Mai 2015 mit der Crowdfunding-Plattform Startnext die Produktionskosten mit Hilfe von 603 persönlichen Unterstützern einsammeln. Ab Herbst 2015 wurde das Spiel in mehreren Auflagen durch Piatnik produziert. Es wurden bisher über 11.000 Stück verkauft.

## Klage durch Karl-Heinz Grasser
Karl-Heinz Grasser verklagte nach Erscheinung des Spiels die beiden Spieleentwickler – unter anderem wegen „Verletzung seines Namens- und Persönlichkeitsrechtes“. Im Juni 2016 wies das Wiener Landesgericht für Zivilrechtssachen die Klage in erster Instanz ab, da die Ausgestaltung des Spiels „keinen rechtswidrigen Eingriff in die Persönlichkeitsrechte des Klägers“ darstelle. Einer Berufung an das Oberlandesgericht Wien wurde keine Folge gegeben, ebenso wenig der darauf folgenden Revision an den Obersten Gerichtshof. Sowohl die zweite, als auch die Höchstinstanz teilten die Rechtsauffassung des Landesgerichtes für Zivilrechtssachen Wien.

## Erweiterung
Im Jahr 2021 erschien die Erweiterung „Kurz & Sündig“, die sich auf weitere Korruptionsfälle der österreichischen Politik in den Jahren seit dem Erscheinen des Grundspiels beziehen.
Die Erweiterung besteht aus:
- 11 zusätzlichen Aktionskarten „Macht und Intrige“
- 4 „Kurz & Sündig“-Karten
- 4 „Daschlogts es“-Karten
- 4 x 21 zusätzlichen Geldscheinen
- 1 Spielanleitung
- 1 Folder mit Fakten zu den „Vorbildern“
- 1 Urkunde für falschen Doktortitel